# Дамви
Дамви (фр. Damvix) насеље је и општина у западној Француској у региону Лоара, у департману Вандеја која припада префектури Фонтне ле Конте.
По подацима из 2011. године у општини је живело 786 становника, а густина насељености је износила 67,41 становник/km². Општина се простире на површини од 11,66 km². Налази се на средњој надморској висини од 4 метра (максималној 10 m, а минималној 0 m).

## Демографија
| 1962. | 1968. | 1975. | 1982. | 1990. | 1999. | 2011. |
| ----- | ----- | ----- | ----- | ----- | ----- | ----- |
| 760   | 828   | 757   | 695   | 673   | 705   | 786   |

График промене броја становника у току последњих година